# Сан-Жуан-Батиста (Мараньян)

Сан-Жуан-Батиста на карте штата.

Сан-Жуан-Батиста (порт. São João Batista) — муниципалитет в Бразилии, входит в штат Мараньян. Составная часть мезорегиона Север штата Мараньян. Входит в экономико-статистический микрорегион Байшада-Мараньенси. Население составляет 19 920 человек на 2010 год. Занимает площадь 690,683 км². Плотность населения — 28,84 чел./км². Праздник города — 24 июня.

## Демография
Согласно сведениям, собранным в ходе переписи 2010 г. Национальным институтом географии и статистики (IBGE), население муниципалитета составляет:
| Полное население                               | Полное население                               | Полное население                               | Полное население                               | 19 920 |
| ---------------------------------------------- | ---------------------------------------------- | ---------------------------------------------- | ---------------------------------------------- | ------ |
| в том числе:                                   | Городское население                            | 5344                                           | Процент городского населения, %                | 26,83  |
|                                                | Сельское население                             | 14 576                                         | Процент сельского населения, %                 | 73,17  |
|                                                | Мужское население                              | 10 131                                         | Процент мужского населения, %                  | 50,86  |
|                                                | Женское население                              | 9789                                           | Процент женского населения, %                  | 49,14  |
| Плотность населения, чел/км²                   | Плотность населения, чел/км²                   | Плотность населения, чел/км²                   | Плотность населения, чел/км²                   | 28,84  |
| Население муниципалитета в % к населению штата | Население муниципалитета в % к населению штата | Население муниципалитета в % к населению штата | Население муниципалитета в % к населению штата | 0,30   |

По данным оценки 2016 года, население муниципалитета составляет 20 235 жителей.

## Статистика
- Валовой внутренний продукт на 2003 год составляет 21 863 730,00 реалов (данные: Бразильский институт географии и статистики).
- Валовой внутренний продукт на душу населения на 2003 год составляет 1080,12 реалов (данные: Бразильский институт географии и статистики).
- Индекс развития человеческого потенциала на 2000 год составляет 0,592 (данные: Программа развития ООН).